# Juan Federico I de Sajonia
Juan Federico I el Magnánimo (Torgau, 30 de junio de 1503-Weimar, 3 de marzo de 1554) fue un noble alemán, Elector de Sajonia, Duque Sajonia-Wittenberg, Landgrave de Turingia y Duque de Sajonia.

## Biografía

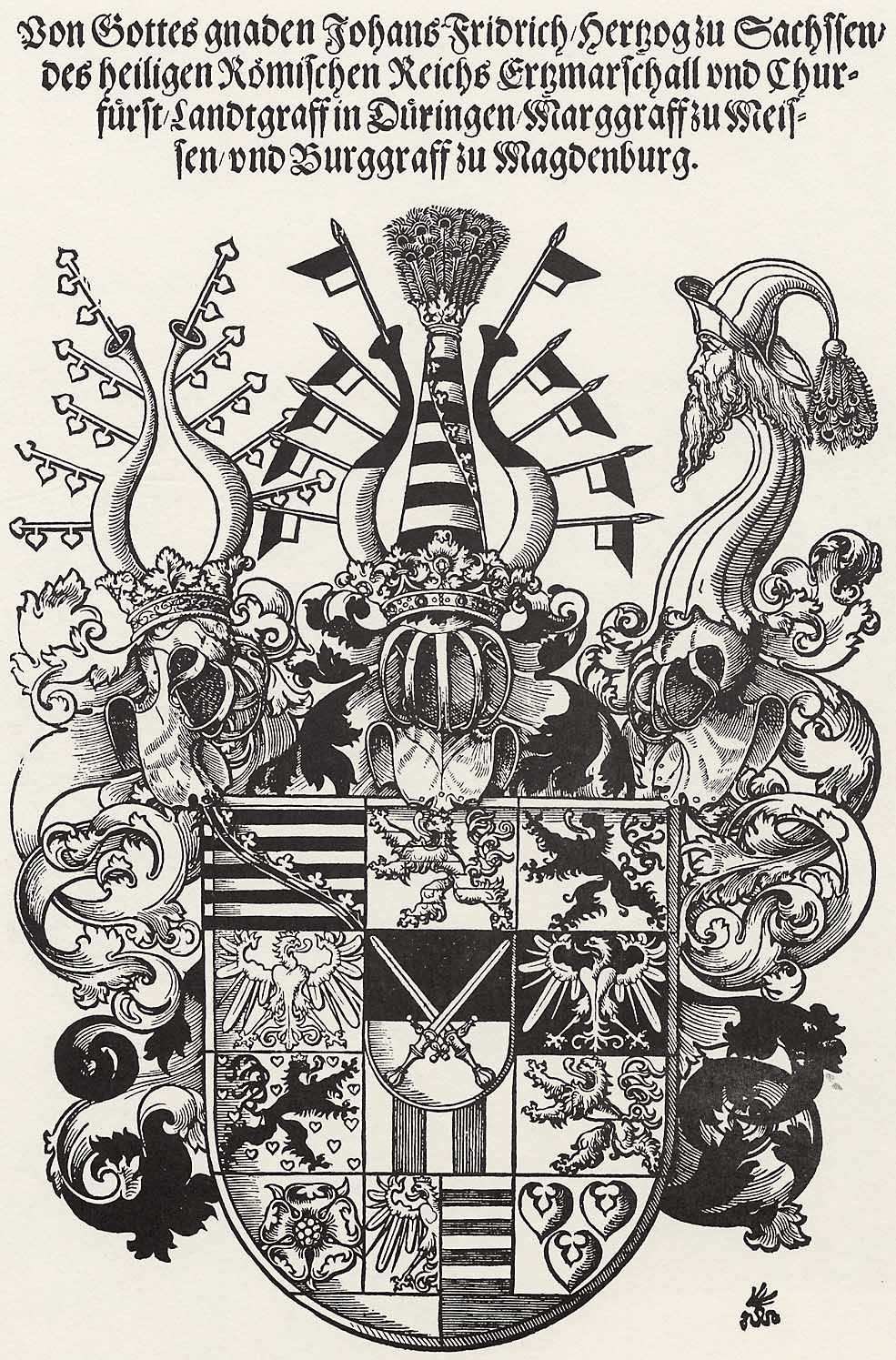
Escudo de armas de Juan Federico I Elector de Sajonia, por Lucas Cranach el Viejo.

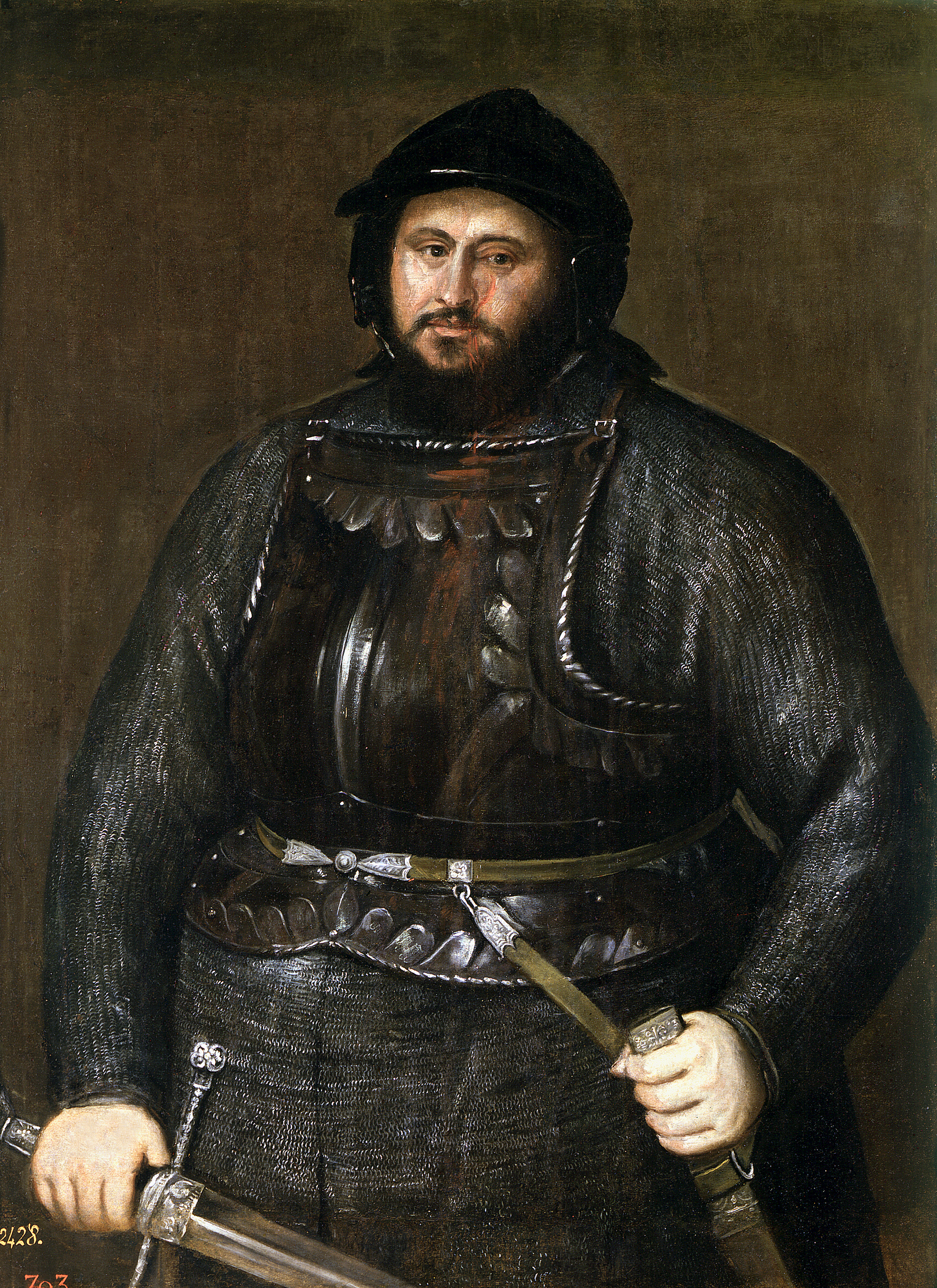
Juan Federico I de Sajonia, retrato pintado por Tiziano.

Sus padres fueron Juan Elector de Sajonia y Sofía de Mecklemburgo-Schwerin. Educado por Jorge Espalatino en la corte de Wittenberón en Jena. Fue encargado por su padre de varias misiones diplomáticas, como los tratados con el vecino estado de Hesse en Kreuzburg y Friedewald, así como en la Dieta de Augsburgo, donde se ganó la enemistad del emperador del Sacro Imperio Romano Germánico, Carlos V.
En 1532 sucedió a su padre y continuó la política de defensa de la Reforma Protestante como sus antecesores, pero llegando aún más lejos. Fortaleció la Liga de Esmalcalda y creó el Consistorio Electoral para consolidar la Iglesia Evangélica de Sajonia. Juan Federico se convirtió en el "campeón de la Reforma" e intervino en diversos enfrentamientos para defender las iglesias luteranas, como en el caso de su invasión de los territorios del duque Enrique V de Brunswick-Luneburgo, para defender las iglesias de Goslar y Brunswick.
La tirantez con el emperador iba en aumento y se produjo un intento de acercamiento en la Dieta de Espira de 1544. 
Sin embargo, no se llegó a un acuerdo y en 1546 se iniciaron definitivamente las hostilidades. A la cabeza del ejército de la Liga parte hacia Baviera, donde se encontraban las mayores fuerzas católicas, pero Mauricio, el duque de Sajonia-Meissen (de la línea Albertina de los Wettin, primo segundo de Juan Federico), invadió el Electorado, y el ejército de la Liga dio marcha atrás para enfrentarse a él. 
El emperador Carlos V los atacó desde el norte y ambos ejércitos se enfrentaron en la batalla de Mühlberg, el 24 de abril de 1547, donde los protestantes fueron derrotados por el emperador. Juan Federico sufrió una gran herida en la mejilla izquierda, cuya cicatriz sería a partir de entonces un rasgo distintivo de sus retratos. Fue hecho prisionero y condenado a muerte por la corte marcial de Fernando Álvarez de Toledo, el duque de Alba, comandante de las fuerzas imperiales. No obstante, Sybila su esposa defendió Wittenberg y el emperador -intentando no prolongar el asedio de la ciudad- ofreció la vida del elector a cambio de la rendición de la capital. Juan Federico firmó las Capitulaciones de Wittenberg (mayo), por las cuales perdió la dignidad electoral en favor de Mauricio de Sajonia y con ella los territorios del Ducado de Sajonia-Wittenberg, reteniendo sólo los territorios turingios con el título de Duque de Sajonia, aunque no de forma efectiva, pues fue condenado a cadena perpetua.
Mauricio de Sajonia abandonó el bando del emperador en 1552 y se unió a la nueva liga protestante. En septiembre liberó a Juan Federico, que marchó triunfalmente hacia Weimar para hacerse cargo de su ducado. Pasaron sus territorios al bando protestante e intentó que la Universidad de Jena se convirtiera en el centro de la Reforma Protestante, como en su día lo fue la de su antigua capital de Wittenberg. Sin embargo, murió poco tiempo después en Weimar.

## Matrimonio e hijos
Estuvo casado con Sibila de Cléveris. Tuvieron cuatro hijos:
- Juan Federico II de Sajonia (Torgau, 8 de enero de 1529 - murió como prisionero en el castillo imperial de Steyr, Alta Austria, 19 de mayo de 1595);
- Juan Guillermo de Sajonia-Weimar (Torgau, 11 de marzo de 1530 - Weimar 2 de marzo de 1573);
- Juan Ernesto (Weimar, 5 de enero de 1535 - Weimar, 11 de enero de 1535);
- Juan Federico III de Sajonia-Gotha  (Torgau, 16 de enero de 1538 -  Jena, 31 de octubre de 1565).